# 白井市立白井第三小学校
白井市立白井第三小学校（しろいしりつ しろいだいさんしょうがっこう）は、千葉県白井市根にある公立小学校。

## 概要
学区は、市の南西部に位置しており、鎌ケ谷市と船橋市に隣接している。学区の中を木下街道と風間街道が通っており車の往来が激しいが､校門付近は､車の数が少ないため､安全だ｡ただ､一応車は通っている｡。

## 沿革
- 1978年（昭和53年） - 白井町立白井第一小学校より分離開校[1][2]。
- 1979年（昭和54年）2月6日 校旗制定[1][2]。
- 1979年（昭和54年）2月27日 校歌制定[1][2]。
- 1990年代前半､児童数が増え始めたことにより､新校舎建設､後に完成｡
- 2001年（平成13年）4月1日 市制施行に伴い、白井市立白井第三小学校と改称[1][2]。

2015年(平成27年)
児童数が増えたことにより､新校舎建設､後に完成

## 学区
復の一部、根の一部及び冨士の区域

## 進学
- 白井市立大山口中学校